# AFL sezona 1963.
AFL sezona 1963. je bila četvrta po redu sezona AFL lige američkog nogometa. Završila je 5. siječnja 1964. utakmicom između pobjednika zapadne divizije San Diego Chargersa i pobjednika istočne divizije Boston Patriotsa u kojoj su pobijedili Chargersi rezultatom 51:10 i tako osvojili svoj prvi naslov prvaka AFL-a.
Prije početka sezone 1963. momčad Texansa seli iz Dallasa u Texasu u Kansas City u Missouriju, gdje igraju i danas pod imenom Kansas City Chiefs. Također, momčad New York Titans mijenja ime u New York Jets, pod kojim igra još i danas.

## Poredak po divizijama na kraju regularnog dijela sezone
| Istočna divizija |     |     |     |      |     |     |
| Momčad           | Pob | Por | Ner | %    | P+  | P-  |
| Boston Patriots* | 7   | 6   | 1   | 53.8 | 327 | 257 |
| Buffalo Bills*   | 7   | 6   | 1   | 53.8 | 304 | 291 |
| Houston Oilers   | 6   | 8   | 0   | 42.9 | 302 | 372 |
| New York Jets    | 5   | 8   | 1   | 38.5 | 249 | 399 |

| Zapadna divizija    |     |     |     |      |     |     |
| Momčad              | Pob | Por | Ner | %    | P+  | P-  |
| San Diego Chargers* | 11  | 3   | 0   | 78.6 | 399 | 255 |
| Oakland Raiders     | 10  | 4   | 0   | 50.0 | 363 | 282 |
| Kansas City Chiefs  | 5   | 7   | 2   | 41.7 | 347 | 263 |
| Denver Broncos      | 2   | 11  | 1   | 15.4 | 301 | 473 |

Napomena: * - ušli u doigravanje, % - postotak pobjeda, P± - postignuti/primljeni poeni

## Doigravanje

### Divizijska runda - istočna divizija
- 28. prosinca 1963. Buffalo Bills - Boston Patriots 8:26

### Prvenstvena utakmica AFL-a
- 5. siječnja 1964. San Diego Chargers - Boston Patriots 51:10

## Nagrade za sezonu 1963.
- Najkorisniji igrač (MVP) - Tobin Rote, quarterback, San Diego Chargers

## Statistika po igračima
- Najviše jarda dodavanja: George Blanda, Houston Oilers - 3003
- Najviše jarda probijanja: Clem Daniels, Oakland Raiders - 1099
- Najviše uhvaćenih jarda dodavanja: Art Powell, Oakland Raiders - 1304